# AN-M69
AN-M69 – amerykańska bomba zapalająca wagomiaru 6 funtów. Była stosowana podczas II wojny światowej przez lotnictwo US Navy i USAAF.